# Furulund
Furulund – miejscowość (tätort) w Szwecji, w regionie administracyjnym (län) Skania, w gminie Kävlinge.
Według danych Szwedzkiego Urzędu Statystycznego liczba ludności wyniosła: 4359 (31 grudnia 2015), 4637 (31 grudnia 2018) i 4653 (31 grudnia 2019).